# Vigna triphylla
Vigna triphylla är en tvåhjärtbladiga växtart som först beskrevs av Wilczek, och fick sitt nu gällande namn av Bernard Verdcourt. Vigna triphylla ingår i släktet vignabönor, och familjen ärtväxter. Inga underarter finns listade i Catalogue of Life.